# Министерство транспорта Сингапура
Министерство транспорта Сингапура 
управляет и регулирует наземные, морские и воздушные перевозки, подпадающие под юрисдикцию республики Сингапур.

## Организационная структура
В настоящее время министерство регулирует индивидуальных правительственных агентства:
- Управление гражданской авиации Сингапура
- наземного транспорта
- морского транспорта и портов Сингапура
- Общественный Совет транспорта
- Бюро расследований авиакатастроф